# Shortlines
Shortlines was  van 1998 tot 2004 een spoorwegonderneming voor goederenvervoer. De activiteiten en het materieel van Shortlines zijn na een faillissement overgenomen door Rail4chem.

## Bekendmaking
In december 1997 maakte de nieuw opgerichte spoorwegmaatschappij Shortlines bekend een concurrentiestrijd aan te gaan met de Nederlandse Spoorwegen. Shortlines zou naast de komst van Lovers Rail en ACTS de 3e concurrent worden. Shortlines ging zich volledig concentreren op het goederenvervoer per spoor en kondigde aan op zijn vroegst in april 1998 te beginnen met een treindienst tussen Rotterdam en Keulen en vooral te mikken op het transport van containers. Shortlines wilde vanuit Nederland samenwerken met de Duitse spoorwegmaatschappij HGK (Häfen- und Güterverkehr Köln). In het begin zou HGK de locomotieven op huurbasis aan Shortlines leveren en Shortlines zou zelf voor personeel zorgen.

## Start
Nadat de Duitse HGK-diesellocomotieven voorzien waren van ATB en technisch goedgekeurd werden om over het Nederlandse spoorwegnet te gaan rijden kon Shortlines beginnen met proefritten en personeelsinstructie. Op 14 juli 1998 begon het operationele bedrijf. Op die dag was het vertrek van de eerste commerciële goederentrein van Shortlines, van de Rotterdamse Europoort naar het Limburgse Born. DSM in Geleen en ECT aan de Maasvlakte en P&O North Sea Ferries aan de Europoort waren de eerste klanten voor Shortlines. Ook kwam er met DSM een goede samenwerking waarbij Shortlines gebruik kon maken van DSM-Rangeerders. Op 2 februari 1999 startte Shortlines dan ook de treindienst van de Maasvlakte naar Keulen.
Steeds meer klanten kregen interesse om hun goederen door Shortlines te laten vervoeren, waardoor het bedrijf kon uitbreiden en uitgroeien tot een groot spoorwegbedrijf.

## Treindiensten
Verladers en enkele bedrijven stapten over van Railion naar Shortlines. Het bedrijf nam ook de ketelwagentrein van de Botlek naar DSM over van toenmalig NS Cargo. Treindiensten werden uitgebreid met meerdere ritten op een traject, met name de containertreinen van de Maasvlakte naar Blerick en de gasolietrein van de Botlek naar Zwitserland die Shortlines op Railion had veroverd. Deze laatste verbinding werd door Shortlines gewijzigd in Amsterdam-Westhaven naar Zwitserland, en de wagens werden geladen bij Europoint. Er werd samen met partner HGK nog een nieuwe dienst opgezet van de Waalhaven naar Milaan. Het Duitse Rail4chem liet een containertrein van de Maasvlakte naar Worms rijden, waarbij Shortlines de tractie mocht verzorgen.
2002 was voor Shortlines – dat toen 5 jaar bestond – het topjaar met ruim 70 treinen per week.
De drukste treindiensten voor Shortlines waren:
- Containertrein naar Duisburg en Keulen v.v. (5 slagen per week)
- Containertrein naar Blerick v.v. (15 slagen per week)
- Containertrein naar Acht v.v. (5 slagen per week)
- Containertrein naar Milaan v.v. (gemiddeld 3 slagen per week)
- Ketelwagentrein van Botlek naar DSM (gemiddeld 5 slagen per week)
- Ketelwagentrein met gasolie van Amsterdam-Westhaven naar Zwitserland (1 tot 3 slagen per week)

## Ondergang en het einde
Vanaf de zomer van 2003 ging het bergafwaarts. Concurrent Railion sloeg terug, en door de komst van andere vervoerders die toegang kregen tot het Nederlandse spoorwegnet werd de concurrentie groter. Railion haalde de treindienst van Europoort naar Born terug nadat zij het interne spoorbedrijf op het eigen spoornet van DSM had overgenomen, en DSM een groot deel van haar vervoer aan Railion gunde. Dat betekende voor Shortlines ook het verlies van de ketelwagentrein van de Botlek naar DSM. De door Shortlines en HGK opgezette treindienst die moeizaam van start ging en uiteindelijk goed begon te lopen kwam in handen van ERS doordat veel verladers een aandeel hadden in ERS, en ERS zelf met treinen ging rijden in Nederland. Het aanbod voor Shortlines werd minder, er kwam plotseling een einde aan de samenwerking met HGK, en het werd zo steeds moeilijker om het hoofd financieel boven water te houden. In 2004 had Shortlines nog maar 3 treindiensten met containers per dag:
- 1 slag naar Blerick
- 1 slag naar Acht
- 1 slag naar Duisburg en Worms (in opdracht van Rail4chem)

Shortlines probeerde toch nog voor enkele verladers een dienst naar Milaan op te zetten door deze wagens aan de trein naar Blerick te hangen en ze door partner TX Logistiek Netlog naar Mannheim te laten rijden, waar ze op een trein naar Milaan werden gerangeerd, maar deze dienst hield niet lang stand vanwege zijn kwetsbaarheid, waardoor verladers zich terugtrokken.
De nood werd hoog en Shortlines greep alle vormen van spotvervoer aan om diensten te gaan verzorgen als onderaannemer, of de locs aan derden te verhuren. Zo nu en dan reed Shortlines ook de trein voor de concurrent. Nadat NS-Internationaal de autoslaaptrein had opgeheven startte de nieuwe spoorvervoerder EETC (Euro-Express Treincharter) een autoslaaptreindienst vanuit 's-Hertogenbosch. Omdat EETC zelf niet over machinisten en locomotieven beschikte, nam ze die aan van andere vervoerders. Voor de rangeerwerkzaamheden mocht Shortlines in de zomermaanden van 2004 de tractie verzorgen. Vervolgens werden twee locomotieven verkocht aan railbouwer Volker Stevin Rail & Traffic. In oktober 2004 gooide Shortlines de handdoek in de ring en vroeg faillissement aan. Rail4chem, dat al een treindienst had tussen Rotterdam en Worms, waarvoor Shortlines de tractie verzorgde, was bereid te helpen bij een sociale oplossing, en nam de resterende twee treindiensten, personeel en locomotieven over, zodat de diensten ongemerkt door konden gaan. Binnen een week tijd verdwenen alle Shortlines-logo's van de locomotieven. Ze werden later vervangen door de huisstijl en logo's van Rail4chem.